# 2006년 전미 비평가 협회상
제41회 전미 비평가 협회상은 2006년 최고의 영화를 기리기 위해 2007년 1월에 열린 시상식이다. 뉴욕, Sardi's Restaurant에서 개최되었다.

## 수상 및 후보

### 작품상
- 판의 미로 - 오필리아와 세 개의 열쇠 - 기예르모 델 토로 수상

### 감독상
- 플라이트 93 - 폴 그린그래스 수상

### 여우주연상
- 더 퀸 - 헬렌 미렌 수상

### 남우주연상
- 라스트 킹 - 포레스트 휘태커 수상

### 여우조연상
- 악마는 프라다를 입는다 - 메릴 스트립 수상

### 남우조연상
- 디파티드 - 마크 웰버그 수상

### 촬영상
- 칠드런 오브 맨 - 엠마누엘 루베즈키 수상

### 다큐멘터리상
- 불편한 진실 - 데이비스 구겐하임 수상

### 실험영화상
- 인랜드 엠파이어 - 데이빗 린치 수상

### 특별상
- 그림자 군단 - 장 피에르 멜빌 수상
- 아웃 원 - 자크 리베트 외 1명 수상